# مک‌مورای (پنسیلوانیا)
مک‌مورای (به انگلیسی: McMurray) یک حوزه سرشماری در ایالات متحده آمریکا است که در پنسیلوانیا واقع شده‌است. مک‌مورای ۴٬۶۴۷ نفر جمعیت دارد.